# マシュー・ティルマン
マシュー・ティルマン（英: Matthew Tilghman、1718年2月17日-1790年5月4日）は、アメリカのメリーランド植民地出身の農園主であり、アメリカ独立戦争時の指導者である。1774年から1776年まで大陸会議の代議員を務めた。

## 初期の経歴
ティルマンはメリーランド植民地クイーンアンズ郡センタービルに近い家族のプランテーション「ザ・ハーミテージ」で生まれた。家庭教師による教育を受けた後で、チェサピーク湾東海岸のタルボット郡に移転した。ティルマンは1741年4月6日にアン・ロイド（1723年-1794年）と結婚した。夫妻は「リッチネック」と呼ばれたプランテーションに住いを定めた。
ティルマンの最初の公的任務はタルボット郡の治安判事だった。1751年、メリーランド植民地議会議員に選ばれた。植民地の議会が続いている間その職を続けたが、1760年と1761年はクイーンアンズ郡からの選出議員だった。メリーランド植民地は他の幾つかの植民地と同様に、自分が資産を所有しておればどの選挙区から議員に選ばれてもよかった。1773年から1775年に議会の使命が終わるまで議長に選出された。

## 独立戦争
アメリカ独立戦争の初期、ティルマンはメリーランドにおける政治的革命の最前線に立っていた。植民地の通信委員会では初期の委員になった。1774年から1776年の3年間、メリーランドにおける革命を事実上指導した。安全委員会の委員長、アナポリス会議と呼ばれる革命議会の議長、および大陸会議に出席するメリーランド代表団の長を務めた。
大陸会議では、アメリカ独立宣言について議論し支持した。独立宣言の最終承認には賛成票を投じたが、大陸会議代表をチャールズ・キャロル・オヴ・カロルトンと交代したので署名はしなかった。ティルマンはメリーランドの新しい政府を設立するためのアナポリス会議でその長い会期を宰領するために故郷に戻る必要があった。会議の議長をする傍ら、メリーランドの最初の憲法である「権利の章典と政府の計画」を起草した委員会の長を務めた。
1776年後半に新しいメリーランド邦の政府が動き始めると、ティルマンは上院議員に選ばれた。この職は1783年まで務め、1780年から1783年は上院議長を務めた。

## その後の生活および家族
1783年、ティルマンは公的生活から引退し、その資産の経営に戻った。ティルマンは1790年5月4日に、メリーランド州クレイボーン近くの「リッチネック」の自宅で死に、そこの家族墓地に葬られた。その家は現在「リッチネック荘館」と呼ばれ、クレイボーンの北、リッチネック道路沿いに今も建っている。この家は1977年にアメリカ合衆国国家歴史登録財に登録されたが、シャーウッド荘館として載っている。現在は個人資産である。
ティルマンはメリーランド植民地初期開拓者の孫だった。祖父リチャード・ティルマン（1626年-1675年）はイギリス海軍の軍医であり、ハーミテージに家族のプランテーションを設立した。父も同じ名のリチャード・ティルマン（1672年-1738年）であり、農園主だった。
ティルマン夫妻には、マーガレット（1742年-1817年）、マシュー・ウォード（1743年-1753年）、リチャード（1747年-1806年）、ロイド（1749年-1811年）およびアンナ・マリア（1755年-1843年）の5人の子供が生まれた。マーガレットは法廷弁護士のチャールズ・キャロルと結婚した。息子のリチャードは独立戦争の時にクイーンアンズ郡民兵隊の少佐を務めた。アンナ・マリアは1783年6月9日に従兄弟のテンチ・ティルマンと結婚した。